# Мокрая Ивица
Мокрая Ивица, или Ивица, — река в России, протекает по Корочанскому району Белгородской области. Устье реки находится в 39 км по левому берегу реки Короча. Длина реки составляет 14 км, площадь водосборного бассейна — 266 км².

## Данные водного реестра
По данным государственного водного реестра России относится к Донскому бассейновому округу, водохозяйственный участок реки — Северский Донец от истока до границы РФ с Украиной без бассейнов рек Оскол и Айдар, речной подбассейн реки — Северский Донец (российская часть бассейна). Речной бассейн реки — Дон (российская часть бассейна).